# 가사마쓰역
가사마쓰역(일본어: 笠松駅)은 일본 기후현 하시마군 가사마쓰정에 위치한 나고야 철도의 철도역이다. 나고야 본선의 소속역이며, 이 역을 기.종점으로 하는 메이테쓰 다케하나선 등 2개의 노선이 운행 중이다. 역 번호는 NH 56이며, 단선 · 섬식의 형태를 합친 2면 3선 구조의 복합 승강장을 갖춘 지상역이다.

## 타는 곳
| 1 | ■ 다케하나선  | -    | 다케하나 · 신하시마 방면                  |                           |
| 1 | ■ 나고야 본선 | 하행 | 기후 방면                                 | 다케하나선으로부터의 직통 |
| 2 | ■ 나고야 본선 | 하행 | 기후 방면                                 | 나고야 방면으로부터       |
| 3 | ■ 나고야 본선 | 상행 | 나고야 · 도요하시 · 주부코쿠사이쿠코 방면 |                           |

## 이용 현황
| 연도 | 1일 평균 승차 인원 |
| ---- | ------------------ |
| 2001 | 3,634              |
| 2002 | 3,473              |
| 2003 | 3,280              |
| 2004 | 3,176              |
| 2005 | 3,263              |
| 2006 | 3,160              |
| 2007 | 3,138              |
| 2008 | 3,129              |
| 2009 | 3,125              |
| 2010 | 3,170              |
| 2011 | 3,340              |
| 2012 | 3,660              |
| 2013 | 3,558              |
| 2014 | 3,568              |
| 2015 | 3,764              |

## 역 주변
- 가사마쓰 경마장

## 인접 역
| 나고야 철도 나고야 본선                | 나고야 철도 나고야 본선                                | 나고야 철도 나고야 본선              |
| -------------------------------------- | ------------------------------------------------------ | ------------------------------------ |
| NH 50 메이테쓰이치노미야 도요하시 방면 | □ 쾌속 특급 · ■ 특급 · □ 쾌속 급행 · ■ 급행 · ■ 준특급 | 메이테쓰기후 NH 60 메이테쓰기후 방면 |
| NH 55 기소가와즈쓰미 도요하시 방면     | ■ 보통                                                 | 기난 NH 57 메이테쓰기후 방면         |
| 나고야 철도 다케하나선                 |                                                        |                                      |
| 시·종착역                              | ■ 다케하나선                                           | 니시카사마쓰 TH 01 에기라 방면       |